# アナログ (チリヌルヲワカのアルバム)
『アナログ』は、チリヌルヲワカの2ndミニアルバム。

## 概要
スタジオ・アルバムとしては前作『あ可よろし』からおよそ1年ぶり、通算4枚目となる作品。アグレッシブなロックナンバーからメロウなミディアムチューンまで、バンド感やグルーヴを生かした一発録りによる全7曲を収録している。
本作は「人と人とのつながり」「悩み」「恋」「人生」「創作」など、機械などでは操作できない人間そのものの力や感覚（=簡単に割り切れないアナログ的な感覚）をテーマに制作された。レコーディングはアナログテープを使用して行われ、アーティスト写真やブックレットの写真もフィルムカメラで撮影されるなど、アートワークも含めて作品全体がアナログ感にこだわって制作されている。

## 収録曲
| 全作詞・作曲: 中島優美、全編曲: チリヌルヲワカ。 |                    |          |            |
| #                                                | タイトル           | 作詞     | 作曲・編曲 |
| 1.                                               | 「作りかけの歌」   | 中島優美 | 中島優美   |
| 2.                                               | 「イロメキ」       | 中島優美 | 中島優美   |
| 3.                                               | 「手遊び」         | 中島優美 | 中島優美   |
| 4.                                               | 「永久-とこしえ-」 | 中島優美 | 中島優美   |
| 5.                                               | 「マシーン」       | 中島優美 | 中島優美   |
| 6.                                               | 「虎と馬」         | 中島優美 | 中島優美   |
| 7.                                               | 「連鎖」           | 中島優美 | 中島優美   |